# Waiting for That Day
«Waiting For That Day» (en español: «Esperando ese día») es una canción interpretada y compuesta por George Michael, Mick Jagger y Keith Richards. Fue publicada por Epic Records en 1990.
La canción es un sencillo reflexivo y acústico que se publicó inmediatamente después de Praying For Time, el cual había sido #1 en el Hot 100 de la revista Billboard en los EU, y #6 en el RU. Sin embargo, el álbum del que se deriva, Listen Without Prejudice, Vol. 1, ya había sido publicado y, por lo tanto, las ventas del nuevo sencillo fueron muy limitadas.
Waiting For That Day alcanzó el #23 en el Reino Unido en octubre de 1990 y fue seguido por tres sencillos del álbum, todos los cuales alcanzaron una destacada posición.
Aunque George la escribió solo, su decisión de usar la línea "you can't always get what you want" al final de la canción significó compartir los créditos de coescritura con Mick Jagger y Keith Richards.

## Sencillo
7": Epic / GEO 2 (UK)
1. «Waiting For That Day» - 4:49
2. «Fantasy» - 5:00
CD: Epic / CD GEO 2 (UK)
1. Waiting For That Day - 4:49
2. «Fantasy» - 5:00
3. «Father Figure» - 5:36
4. «Kissing A Fool» - 4:34
- Datos: Q7960581